# Méharée

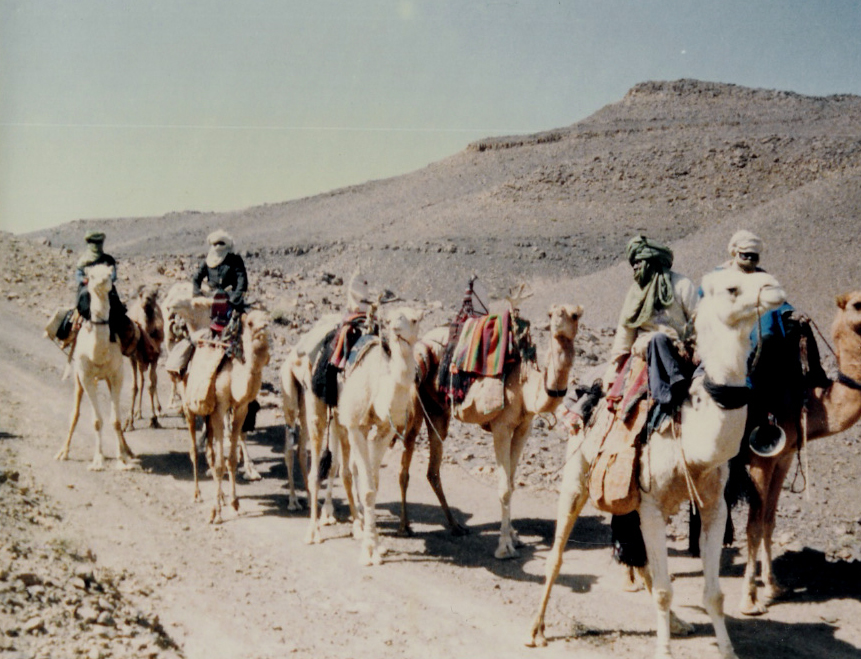
Caravane de méharis dans le Hoggar.

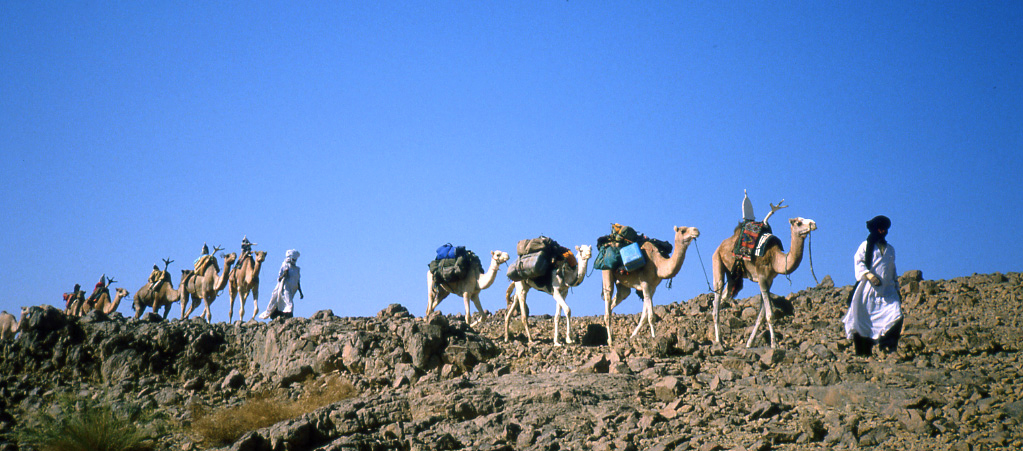
Méharée dans le massif du Hoggar.

Une méharée est une randonnée organisée dans le désert à dos de dromadaire méhari.
Le dromadaire méhari est l'animal noble par excellence. Il est de robe blanche, svelte, longiligne et d'allure altière. C'est un animal de selle adapté aux razzias et à la course. 
Son berceau d'origine est l'Algérie[réf. nécessaire].
Les déplacements se font sur le modèle des caravanes de Bédouins. 
Les participants à ce type de randonnée sont appelés méharistes.

## Dans la littérature
- Théodore Monod, Méharées, exploration au vrai Sahara, Je sers, Paris 1937, réédition Actes Sud, coll. « Babel », 1989, nouvelle édition Actes Sud, 2017.